# Platydemus manokwari
Platydemus manokwari (лат.) — вид крупных хищных наземных плоских червей из семейства Geoplanidae. Внесён в список 100 самых опасных инвазивных видов. Описан в 1962 Де Бечампом (De Beauchamp) в австралийском штате Квинсленд.
Естественным ареалом вида является Новая Гвинея, откуда он был ненамеренно занесен на территории многих стран, включая США. Также он был специально интродуцирован на два тихоокеанских острова с целью контролировать популяцию другого инвазивного вида — гигантской ахатины. Там он уничтожил ряд видов беспозвоночных, включая сухопутных улиток, и нанес большой урон редким эндемикам легочных улиток фауны некоторых тихоокеанских островов. При своем распространении Platydemus manokwari смог освоиться в широком разнообразии сред обитания и в настоящее время постоянно расширяет свой ареал.

## Общая экология

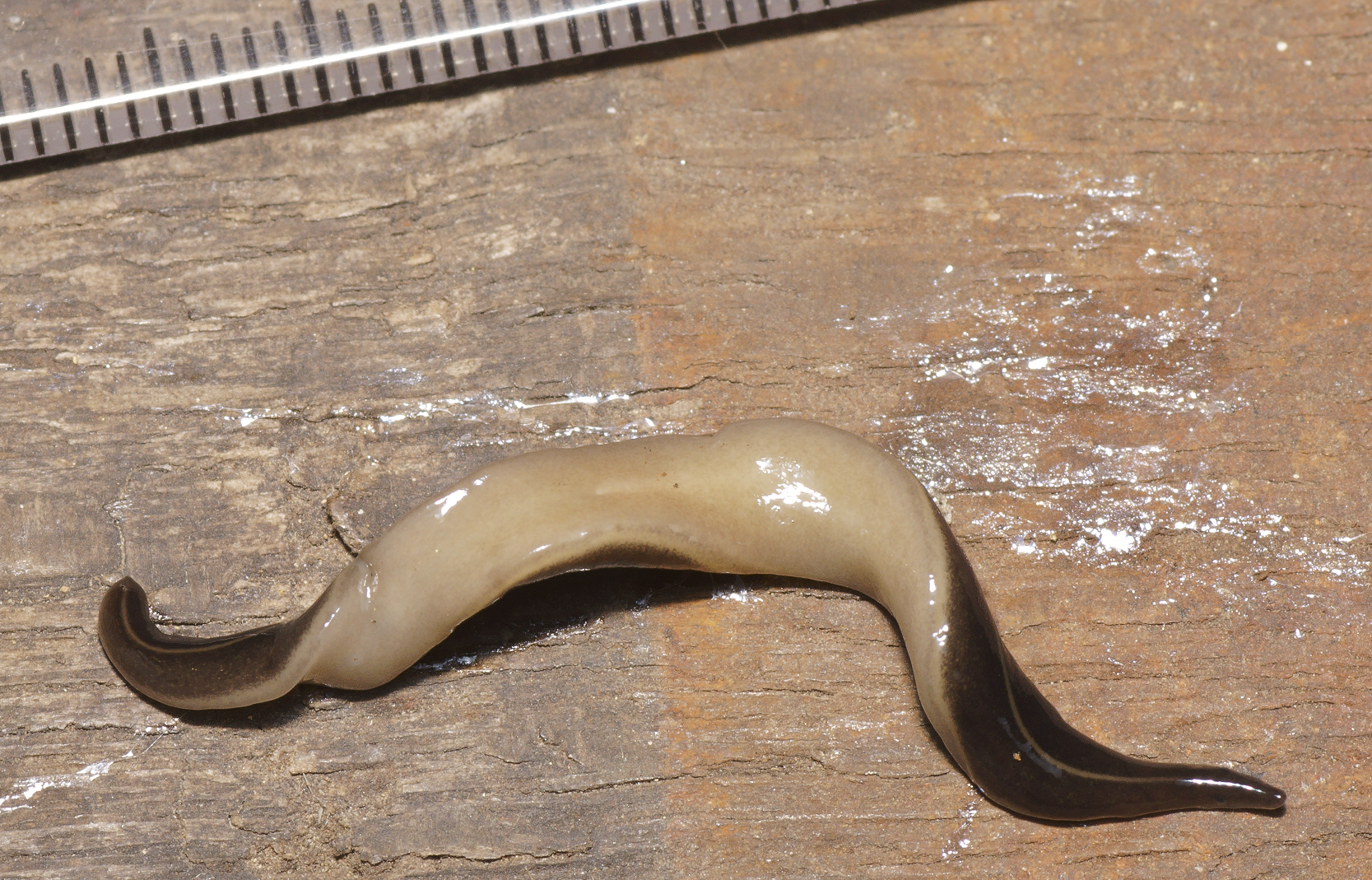
Брюшная сторона

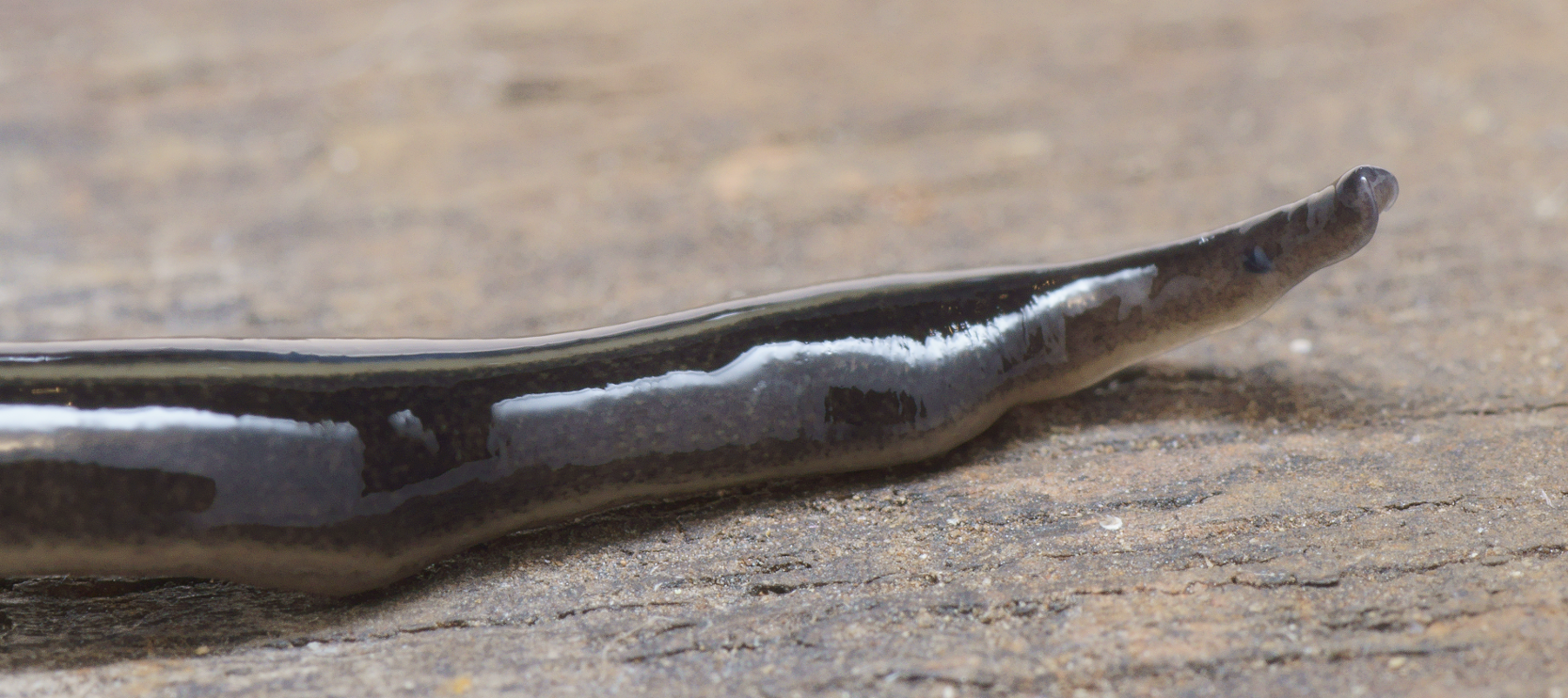
Головной конец

### Описание
Это относительно большой плоский червь, от 40 до 65 мм в длину и около 4—7 мм в ширину. Его тело, впрочем, довольно плоское и имеет толщину менее 2 мм. Оба конца тела заострены, но передняя часть, где находится голова, острее задней. На кончике головы имеются два глаза. Цвет тела темно-коричневый сверху, со светлой полоской по центру. Нижняя поверхность бледно-серая.

### Естественная среда обитания
Родина этих червей — Новая Гвинея.
Первоначально Platydemus manokwari обитал в тропических областях, но к настоящему времени его обнаруживали почти во всех температурных регионах мира, включая сельскохозяйственные, приморские и пересеченные местности, а также естественные леса, лесопосадки, прибрежные зоны, древесно-кустарникове, городские области, и болота. Однако, Platydemus manokwari не живёт в городских побережьях, возможно из-за таких факторов, как недостаток растительности.

### Добыча

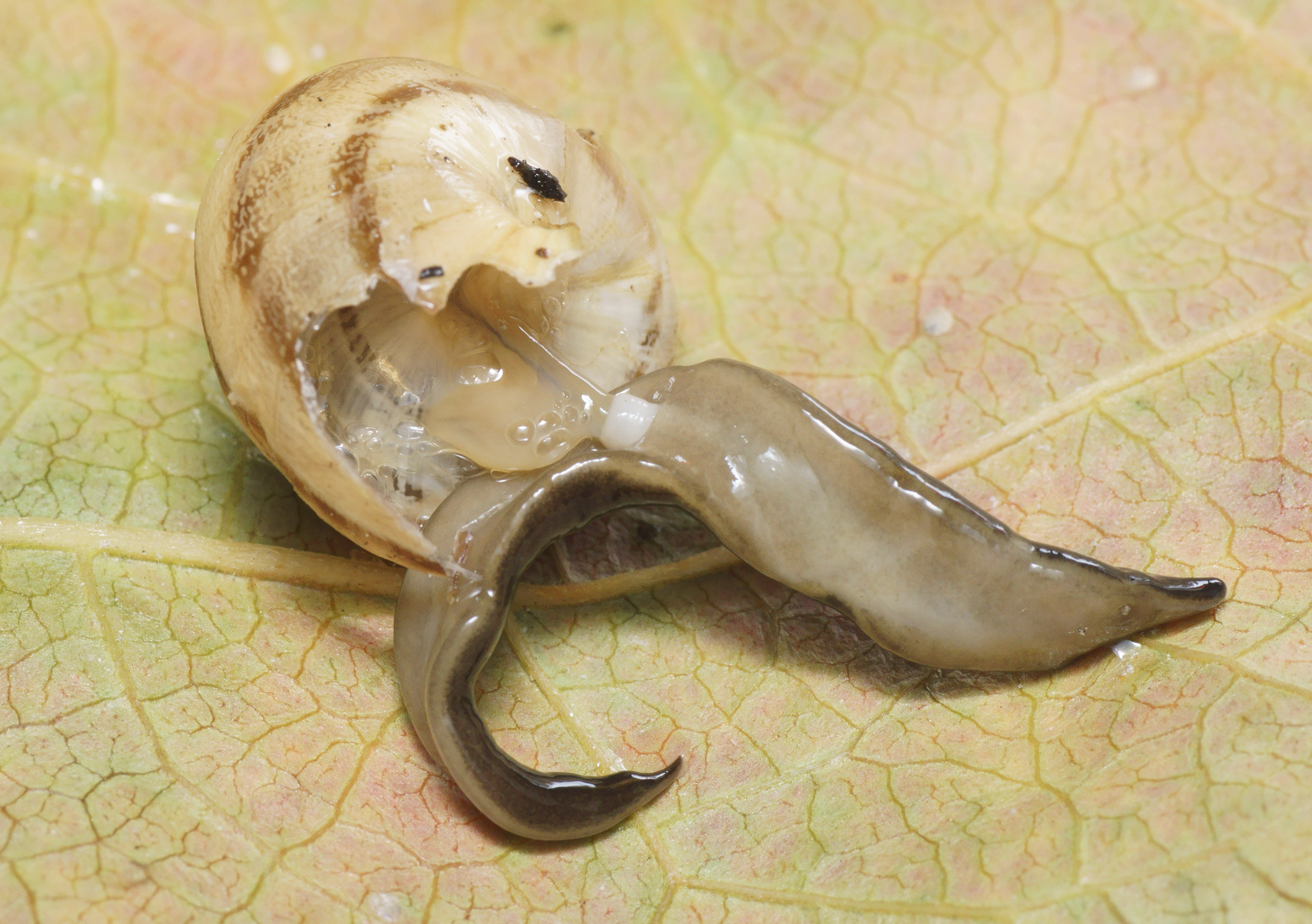
Platydemus manokwari кормится улитками Eobania vermiculata. Планария использует белую цилиндрическую глотку, находящуюся на брюшной стороне

Platydemus manokwari преимущественно охотится на малых наземных улиток, но известно, что помимо улиток он также питается различными наземными беспозвоночными, такими, как земляные черви, слизнями, и членистоногими. Platydemus manokwari охотится на наземных улиток любого возраста, начиная от только что вылупившихся. Хотя Platydemus manokwari не интересуется недавно отложенной икрой улиток, он может поедать уже созревшую икру. Platydemus manokwari выслеживает добычу по запаху, преследуя ее по слизистому следу и настигает улиток иногда даже на деревьях Известно, что в областях, где популяция наземных улиток истощена, он поедает других червей. Добычей Platydemus manokwari также могут служить дождевые черви и мелкие насекомые.
Рацион питания Platydemus manokwari подвержен сезонности. Согласно исследованиям, проведенным Сугиурой, более 90 % улиток были выловлены Platydemus manokwari с июля по ноябрь, и только 10 % улиток были съедены в остальные месяцы. Таким образом, обнаружена позитивная корреляция между смертностью улиток и температурой. Сезонные различия могут быть объяснены разным кормовым поведением, разными условиями микроклимата, и разной плотностью.

### Враги
Не найдено хищников, нападающих на Platydemus manokwari. Однако, Platydemus manokwari является промежуточным хозяином[уточнить] нематоды Angiostrongylus cantonensis, также известной как крысиный легочный червь. Эта нематода паразитирует на Platydemus manokwari, так же как и на ахатине гигантской (Lissachatina fulica), и оба эти организма являются переносчиками этого паразита. A. cantonensis также заражает людей, вызывая ангиостронгилёз. Platydemus manokwari действует как переносчик паразита к людям и влияет на эпидемиологию ангиостронгилёза. Во время вспышки ангиостронгилёза в японской префектуре Окинава были обследованы популяции посредников A. cantonensis с целью найти наиболее часто инфицируемых посредников. В результате Platydemus manokwari был признан наиболее превалирующим хозяином, с уровнем инфицированости 14,1 %. Предполагается, что Platydemus manokwari является переносчиком, поскольку он иногда встречается на нижней стороне листьев капусты, которые могут употребляться в пищу без тепловой обработки.

## Характеристика инвазивности вида
Platydemus manokwari был занесен на ряд тропических и субтропических островных территорий, такие, как Микронезия, Маркизские острова, Острова Общества, Самоа, Меланезия и Гавайские острова. Эти острова часто являются убежищем эндемических популяций редких и находящихся под угрозой исчезновения видов улиток, ставших основным источником питания для Platydemus manokwari. Platydemus manokwari также был занесен на несколько японских островов. В результате его проникновения на ряде островов совершенно исчезли популяции местных наземных брюхоногих. Platydemus manokwari оказался способным обитать в широком диапазоне природных условий, единственным сдерживающим фактором для него служит низкая температура. В 2014 году червь впервые был обнаружен в Европе: его нашли в теплицах в Кане на севере Франции. Эксперименты показали, что червь способен переносить понижение температуры до −10 °С, что дает ему шансы на выживание на большей части территории Европы.
Ученые из Национального музея естественной истории в Париже во главе с Жан-Лу Жюстином подтвердили появление Platydemus manokwari в американском штате Флорида, а также в Пуэрто-Рико, Сингапуре, Новой Каледонии и на Соломоновых островах. «Находка во Флориде имеет гораздо большее значение, чем остальные, поскольку червь оказался на материке — сказал Жан-Лу Жюстин. — Теперь он беспрепятственно сможет распространяться и дальше».

## См.также
- Diversibipalium multilineatum